# Bataille de Skalitz
Guerre austro-prussienne
Batailles
- front austro-prussien

- Hühnerwasser
- Podol
- Trautenau
- Nachod
- Langensalza
- Oswiecim
- Münchengrätz
- Soor
- Skalitz
- Gitschin
- Königinhof
- Schweinschædel
- Sadowa (Königgrätz)
- Dermbach
- Kissingen
- Frohnhofen
- Aschaffenbourg
- Hundheim
- Blumenau
- Tauberbischofsheim
- Werbach
- Helmstadt/Uettingen
- Gerchsheim
- Uettingen/Roßbrunn/Hettstadt

- front austro-italien

- Custoza
- Val Vestino
- Cimego
- Pieve di Ledro
- Monte Nota
- Monte Suello
- Lissa
- Bezzecca
- Primolano
- Borgo
- Cimego
- Levico
- Versa

La bataille de Skalitz est une bataille entre la Prusse et l'Autriche dans la guerre austro-prussienne le 28 juin 1866. Le 8e corps autrichien sous les ordres de l'archiduc Léopold est attaqué et vaincu par le 5e corps d'armée prussien.

## Situation initiale
Le plan de déploiement prussien prévoit que la 2e armée du prince héritier Frédéric-Guillaume traverse les monts des Géants en Bohême afin de faire la jonction avec les deux autres armées commandées par le prince Frédéric-Charles de Prusse et le général Herwarth von Bittenfeld. L'aile gauche de la 2e armée forme le 5e corps d'armée sous les ordres du général von Steinmetz et le 6e corps d'armée sous les ordres de Mutius.
Le commandant en chef autrichien Benedek prévoit une marche vers l'ouest avec son armée du nord afin de battre les Prussiens qui avancent depuis la Saxe avant qu'ils ne puissent faire leur jonction avec le prince héritier. Afin d'atteindre cet objectif, l'archiduc Léopold avec son 8e corps arrête l'avancée des Prussiens à Skalitz. Lors la bataille de Nachod, le 27 juin, Steinmetz a déjà vaincu le 6e corps autrichien. Il a battu le 1er corps du général Wilhelm von Ramming et s'est emparé de l'importante hauteur de Vysokov.

## Situation avant la bataille

### Avec les Autrichiens
Le matin du 28 juin 1866, vers 10 h 30, le Feldzeugmeister Benedek se présente à Skalitz en compagnie de son chef d'état-major Gideon von Krismanic (de). Lors d'un entretien avec le général Ramming, celui-ci veut renforcer le 8e corps avec les parties encore opérationnelles de son corps et ensuite, avec le 4e corps sous FML Tassilo Festetics qui avance depuis le sud, battre les Prussiens ici. Le terrain est propice à la défense et l'artillerie autrichienne peut pilonner presque toute la vallée jusqu'à la hauteur de Vysokov. Benedek semble d'abord approuver ce plan et se rend vers 11 heures chez l'archiduc Léopold. Mais là, après avoir consulté son chef d'état-major, Benedek décide de s'opposer à cette avancée et ordonne à Ramming de marcher vers l'ouest, en s'éloignant de Skalitz.
Les raisons en sont, entre autres, une perte de temps pour la suite des opérations. De plus, il aurait été difficile de mettre les troupes en position assez rapidement par le seul pont disponible sur l'Aupa. Une attaque autrichienne à travers la vallée de près de six kilomètres de large entre Skalitz et Vysokov aurait été sans espoir. De plus, Benedek suppose que Steinmetz n'attaquerait pas après la dure bataille de la veille. Benedek ne veut donc pas livrer de bataille à cet endroit et ordonne donc un repli du 8e corps. S'il n'y a pas de combats sérieux avant 14 h, l'archiduc Léopold doit évacuer Skalitz et se diriger vers Jičín. À un officier présent qui demande ce qu'il faut faire si une bataille a lieu d'ici là, Benedek lance "Qu'est-ce que vous avez à dire ?" L'infanterie prussienne a pris position depuis 6 h des deux côtés de la route de Vysokov et depuis environ 10 h, les unités d'artillerie se tirent dessus. Lorsque, vers 12 h, les premières unités de la 9e division prussienne sous le commandement du major général von Loewenfeld avancent et que les tirs d'artillerie s'intensifient, Benedek continue à penser que Steinmetz bluffe et invite même Léopold à déjeuner avec lui à Josephstadt, ce que ce dernier refuse.

### Avec les Prussiens

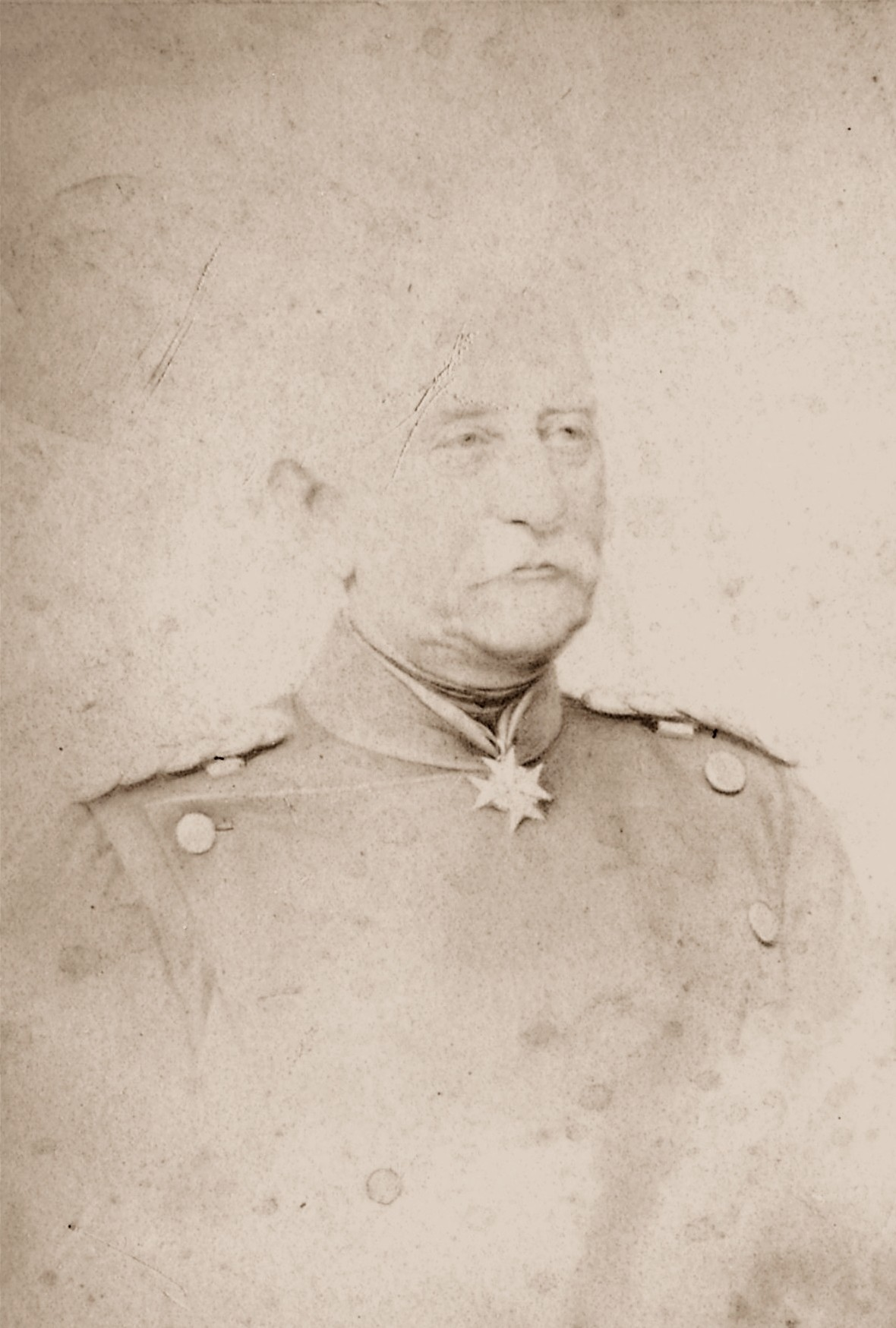
Karl Friedrich von Steinmetz

Le 5e corps prussien du général Steinmetz se trouve à la hauteur de Vysokov et n'est que lentement renforcé par Mutius. Sachant qu'il a en tout trois corps en face de lui, il n'a envoyé que quelques troupes (six bataillons) en direction de Skalitz et se trouve encore sur les hauteurs avec le gros des forces de son corps. L'objectif de marche fixé par l'armée pour ce dernier est Gradlice, une localité située derrière Skalitz. Mutius aurait encore besoin de toute la journée pour faire monter ses troupes de Nachod et le corps de la Garde  ne peut pas donner d'aide, car celui-ci doit se développer vers le nord en direction de Trautenau. La défaite prussienne a donc des répercussions jusqu'à Skalitz. Steinmetz a attendu jusqu'à environ 10 heures qu'il soit en contact avec la Garde, mais il a alors été informé que la Garde ne pourrait pas le soutenir. Une reconnaissance a certes révélé que son flanc gauche n'est pas directement menacé, mais que le 4e corps autrichien pouvait arriver. Le 1er corps ne tarde pas à se mettre en marche.
Steinmetz est souvent comparé à Blücher à la fin des guerres napoléoniennes, avec qui il correspond en âge, en comportement et en apparence. Comme Blücher, Steinmetz est un homme d'une grande énergie, qui cherche l'attaque et ne recule pas devant les risques. Il peut s'attendre à ce que Benedek puisse, dans le pire des cas, le repousser où il reçoit des renforts de Mutius, ou le pousser vers la Garde. Il ordonne donc à ses soldats d'attaquer.

## Déroulement de la bataille du28 juin

### Avance des Prussiens
Steinmetz ordonne à une brigade de la 9e division d'infanterie (Generalleutnant von Loewenfeld)  d'attaquer le flanc gauche autrichien et de progresser dans la forêt de Dubno. En même temps, la 10e division d'infanterie (Major General von Kirchbach) doit attaquer le centre de l'ennemi. À ce moment-là, il n'est guère possible pour les Autrichiens de se renforcer contre cette attaque, car la localité de Skalitz est complètement encombrée de troupes en partance et ne peut donc plus guère être franchie. Vers 11 heures, la 9e division s'est rapprochée à environ 3 km de l'aile gauche des Autrichiens et fait face à la brigade Fragnern. L'artillerie de cette brigade tire sur les Prussiens, mais n'obtient que très peu de résultats, car de nombreux obus n'explosent pas sur le sol mou. Les Prussiens occupent la forêt de Dubno et chassent un bataillon autrichien qui occupe la forêt. En poursuivant les Autrichiens en fuite, les Prussiens avancent jusqu'à la lisière de la forêt et continuent à tirer sur les troupes en fuite. Seule la moitié environ de ce bataillon parvient à parcourir les quelque 1 400 mètres qui les séparent de leurs positions.

### Attaque de la brigade Fragners
Le général Fragnern et sa brigade tiennent la crête devant l'Aupa et forment l'aile gauche de la position autrichienne. Il n'avait reçu aucun ordre de Léopold et suppose qu'une attaque personnelle était prévue. Les raisons en sont, outre la présence de Benedek et du corps de Ramming, l'utilisation de plus en plus violente de l'artillerie au centre. En outre, il doit partir du principe que les Prussiens avanceraient bientôt à travers la forêt de Dubno en direction de la localité de Zlic, la contournant et la flanquant ainsi.
À 12 h 30, Fragnern ordonne donc à sa brigade d'attaquer la forêt de Dubno. Cette attaque se fait en musique et est également accompagnée par l'artillerie, qui abandonne également sa position sur la crête pour se joindre à l'attaque. En l'espace d'une heure, 3 000 soldats sur 6000 sont tombés, blessés ou capturés. La moitié de la première vague est déjà abattue par la première salve, la plupart des officiers de la première vague se trouvent parmi les tués. La deuxième vague, avec le 15e régiment, composé de Polonais et d'Ukrainiens, se précipite en avant dans une sorte d'extase, dépassant même la première vague. Dans ces deux vagues, les Prussiens tirent leur feu rapide à 400 mètres. Une partie du 15e régiment a réussi à s'établir à la lisière de la forêt, mais il n'est pas possible d'aller plus loin. Parmi les morts se trouvent Fragnern lui-même et tous les commandants du régiment. Les Prussiens se sont emparés de six canons.
Les Autrichiens survivants de la première vague fuient le champ de bataille et ne peuvent être arrêtés qu'à l'aile droite par la brigade Schulz. Schulz doit faire avancer ses soldats, baïonnette au canon, contre ses propres camarades afin de les arrêter.

### Attaque de la brigade Kreyssern
Le colonel Kreyssern peut observer comment la brigade Fragnern est détruite. Pour sauver les soldats qui s'y trouvent encore, il envoie cinq de ses bataillons à l'attaque, sans en avoir reçu l'ordre, avec pour objectif le coin sud-ouest de la forêt. Tout comme Fragnern, il n'a pas reçu d'ordres de l'archiduc Léopold et n'est donc pas au courant du retrait prévu du corps d'armée. Kreyssern mène l'attaque en personne, mais il tombe peu de temps après.
Entre la position de Kreyssern et la forêt de Dubno, une ligne de chemin de fer passe également sur un remblai et fait un virage vers l'est. Cette digue offre théoriquement une excellente couverture aux Autrichiens qui avancent, mais les Prussiens les devancent. Un régiment de grenadiers prussiens occupe déjà le remblai pour protéger les flancs de la 9e division. Les Prussiens sont certes exposés à des tirs d'artillerie lourde en provenance du centre autrichien, mais ils parviennent tout de même à prendre les bataillons de Kreysser à revers. Les Autrichiens ont avancé par demi-bataillons massifs et la première vague est repoussée. La deuxième vague parvient certes à atteindre le remblai au prix de lourdes pertes, mais les Prussiens renforcent également leurs troupes au centre. Une brigade de la 10e division progresse le long du remblai pour attaquer les Autrichiens. Dans ce secteur, les deux camps subissent de lourdes pertes, les Prussiens en particulier à cause de l'artillerie autrichienne, qui s'est installée à la périphérie de Skalice et qui tire sur les Prussiens à courte distance. L'artillerie prussienne s'avance également et se place à l'orée de la forêt de Kleny pour riposter.
L'archiduc Léopold envoie un de ses officiers d'état-major en direction de la ligne de chemin de fer pour faire cesser le combat. Les Autrichiens qui se retirent sont poursuivis par deux bataillons prussiens. Les Prussiens peuvent charger et tirer en courant et réussissent à avancer jusqu'à la station de chemin de fer de Skalice, s'emparant ainsi du centre de la position autrichienne. En l'espace d'une heure, entre midi et 13 heures, Léopold a perdu deux brigades et la brigade Schulz a des Prussiens sur son flanc.

### Autres combats
À 12 heures, Benedek a ordonné la retraite du 8e corps. Cet ordre ne parvient cependant au major général Schulz qu'une heure plus tard, à peu près au moment où les Prussiens ont déjà pris la gare et où une contre-attaque était en préparation. La brigade Schulz s'est déployée au-dessus et à droite de la gare pour repousser les Prussiens. Au début, les soldats refusent d'obéir à l'ordre de repli. Les soldats sont en position depuis 6 heures du matin et ont vu leurs camarades se faire écraser en deux assauts. Chaque fois que l'ordre d'exécution est proclamé, les hommes répondent par des hourras. Dans toutes les brigades autrichiennes, une double portion de vin a été donnée aux soldats vers 11 h 45. Comme les hommes n'ont pas été nourris régulièrement depuis plusieurs jours, l'alcool a eu un effet considérable. Les 400 derniers hommes du 15e régiment encore présents dans la forêt de Dubno sont même passés à l'attaque, poursuivant quelques fusils prussiens et ne pouvant être arrêtés par leurs propres officiers. Presque tous ces soldats sont tués ou faits prisonniers, si bien que le 15e régiment est complètement anéanti.

### Les Prussiens prennent d'assaut Skalitz
Après les attaques non coordonnées des Autrichiens, Steinmetz et sa 10e division ont réussi à s'emparer du centre adverse. Simultanément, sa 9e division a englobé l'aile gauche de Léopold, s'est emparée des hauteurs en amont de l'Aupa et deux régiments se sont lancés contre le village et l'unique pont sur l'Aupa. La position est devenue intenable pour les Autrichiens restants et aucun renfort n'est possible. Ramming se trouve trop loin et le 2e corps sous les ordres de Thun est également encore à une vingtaine de kilomètres. Il est environ 14 heures lorsque Steinmetz en personne mène le 47e régiment à l'attaque contre la station de chemin de fer et pénètre dans le village. Ce n'est qu'avec l'aide de l'artillerie de réserve du 8e corps, postée derrière l'Aupa, que l'arrière-garde autrichienne parvient à stopper la retraite suffisamment longtemps pour que les restes des brigades Fragnern et Kreyssern puissent se détacher. À 14 h 15, Léopold ordonne la retraite générale de toutes les troupes, qui se transforme rapidement en une fuite paniquée. Les rues de Skalice sont complètement encombrées de chariots, de canons et de soldats. De nombreux soldats traversent l'Aupa à la nage pour se mettre à l'abri des Prussiens, d'autres tentent de se mettre à l'abri dans les maisons déjà en feu. Au total, les Prussiens capturent environ 3 000 Autrichiens jusqu'à 15 heures, dont 1287 ne sont pas blessés. Il n'y a plus de poursuite au-delà de la rivière.

### Fuite des Autrichiens
Les Autrichiens, paniqués et désorganisés, s'enfuient et débordent même le 6e corps, qui s'est jusqu'alors retiré en bon ordre et doit dégager les routes devant les fuyards. Au total, les Autrichiens perdent 205 officiers, dont un général, et 5 372 soldats tués, blessés ou prisonniers. Les Prussiens perdent 62 officiers et 1 305 soldats,

## Le tonnerre de Skalice
Après la guerre, Benedek déclare qu'il n'a rien entendu du combat, car lors de sa chevauchée de Skalice à Josephstadt, un puissant orage d'été a couvert le bruit des combats. Le général Ramming conteste toutefois cette version. Benedek aurait pu entendre clairement le bruit de la bataille à Trebisov, à environ trois kilomètres à l'ouest de Skalice, alors qu'il y parle avec Ramming vers 13 h 30. Ramming y proteste contre l'ordre de marche en direction de Jicin, car la bataille est violemment engagée devant eux, et demande l'autorisation de soutenir le 8e corps. Cela lui est interdit par Benedek, qui a des raisons importantes et supérieures à une bataille ici.
Sur le chemin de Josephsstadt, Benedek a également fait remarquer à un officier qui l'accompagne que les Prussiens attaqueraient probablement à nouveau.

## Conséquences stratégiques de la bataille
La bataille de Skalitz a des conséquences stratégiques. Lors de son retour à Josephsstadt , Benedek s'est encore assuré vers 14 heures que l'armée du Nord est en marche vers Jicin. Ce n'est que vers le soir qu'il apprend que Gablenz est coupée et que Skalice est perdue. Il ordonne alors d'interrompre la marche vers Jicin en cours depuis le 17 juin 1866 et de faire désormais front contre l'armée du prince héritier. Cette manœuvre exige que toutes les troupes s'arrêtent et se reforment. Cette manœuvre lui prend au moins une journée. Faire tourner ainsi une armée complète est considéré comme l'une des manœuvres les plus déroutantes et les plus difficiles,. Vers 21 h 30 le 28 juin 1866, Benedek donne l'ordre de prendre une position centrale près de Königshof. Ces ordres ne sont toutefois transmis aux commandants que vers 8 heures le lendemain. Les propres officiers d'état-major de Benedek déclarent après la guerre qu'ils n'ont eux-mêmes reçu cet ordre que le matin du 29 juin 1866.
L'une des conséquences de ce changement de marche est que, lors de la bataille de Gitschin, les troupes austro-saxonnes ne sont pas renforcées comme prévu, mais doivent inutilement tenter de tenir la position, subissant ainsi des pertes considérables.
En raison du changement de marche de Benedek, les Prussiens perdent le contact avec leur adversaire et ne peuvent le rétablir qu'à la bataille de Sadowa.

## Sources historiques
- (de) Wilhelm Rüstrow: Der Krieg von 1866 in Deutschland und Italien Online Verfügbar bei Google Books
- (de) Österreichs Kämpfe im Jahre 1866 Vom K.und K. Generalstab. Bureau für Kriegsgeschichte Online Verfügbar bei Google Books
- (de) Der Feldzug von 1866 in Deutschland, Kriegsgeschichtliche Abteilung des großen Generalstabes Online Verfügbar bei Google Books
- (de) Michail I. Dragomirow: Abriss des österreichisch-preussischen Krieges im Jahre 1866, Seite 174 ff. Online Verfügbar bei Google Books